# Peter Zillig
Peter Zillig (* 24. Oktober 1855 in Staffelstein; † 19. August 1929 in Würzburg) war ein deutscher Lehrer.

## Leben
Zillig besuchte die Schule in Staffelstein, danach die Präparandenanstalt und das Lehrerseminar in Bamberg, das er im Alter von 17 Jahren abschloss und danach in Kirchahorn als Hilfslehrer arbeitete.
1876 ließ er sich vom Schuldienst beurlauben und hörte an der Universität Leipzig Vorlesungen in Philosophie, Psychologie, Pädagogik, Germanistik und Geschichte. Der Psychologe und Philosoph Wilhelm Wundt bescheinigte ihm, dass er im Fach Philosophie die Prüfung für das höhere Lehramt bestehen würde.
Da Zillig jedoch kein Abitur hatte, trat er 1879 wieder den Dienst an der Volksschule an und wirkte unter anderem als Hilfslehrer an der Präparandenanstalt und der Stadtschule in Amberg. 1881 wurde er als Lehrer für Jungen nach Würzburg berufen, wo er bis zu seiner Pensionierung arbeitete.
Großen Einfluss hatte der Pädagoge Tuiskon Ziller, dem Zillig in Leipzig begegnete und der eine christlich fundierte Erziehung propagierte und folglich sind die Schriften Zilligs von Zillers Theorien geprägt. So kämpfte er unter anderem gegen ein Lernen bloßer Fakten und setzte sich für einen ethisch ausgerichteten Unterricht ein.
Zillig bearbeitete unter anderem das Nibelungenlied für die Volksschule und war der einzige Volksschullehrer, der am Enzyklopädischen Handbuch der Pädagogik (1894)  mitwirkte. 1919 wurde er in den Stadtlehrerrat Würzburg und in den 16-köpfigen Bayerischen Landeslehrerrat berufen. Ab dessen Gründung 1913 war er Mitglied der Berufswissenschaftlichen Hauptstelle des Bayerischen Lehrervereins und 1920 wurde er in die Berliner Reichsschulkonferenz berufen.

## Familie
Zillig war verheiratet und hatte vier Kinder. Sein Sohn Hermann Zillig baute die Zweigstelle für Weinbau der Biologischen Reichsanstalt für Land- und Forstwirtschaft in Trier auf und war Begründer des Deutschen Weinbaumuseums in Trier. Die Tochter Maria Zillig (1896–1983) war Kinder- und Jugendpsychologin ('Psychologie des Jungmädchens', 1962). Der Komponist Winfried Zillig war sein zweiter Sohn. Sein Enkel Wolfram Zillig war Direktor am Max-Planck-Institut für Biochemie in Martinsried.